# Thalatha
Thalatha is een geslacht van vlinders van de familie Uilen (Noctuidae), uit de onderfamilie Acronictinae.

## Soorten
- T. argentea Warren, 1912
- T. artificiosa Turner, 1936
- T. conjecturalis Swinhoe, 1890
- T. dinawa Bethune-Baker, 1906
- T. ekeikei Bethune-Baker, 1906
- T. hippolopha Turner, 1936
- T. ioleuca Prout, 1928
- T. kebeae Bethune-Baker, 1906
- T. melanophrica Turner, 1922
- T. melanostrota Hampson, 1916
- T. occidens Hampson, 1911
- T. psorallina Lower, 1903
- T. sinens Walker, 1857